# Stema Norvegiei

Stema actuală a Norvegiei datează cam din 1280. Aici este redată versiunea desenată de Sverre Morken pentru utilizări oficiale

Stema Norvegiei este un scut pe fond roșu, cu un leu care stă ridicat în două picioare. Leul are o coroană pe cap și ține în labele anterioare o secure de aur.

## Originea
Stema Norvegiei este dintre cele mai vechi din Europa, ea fiind inițial blazonul familiei Sverre.
Conform sagăi lui Snorre, Magnus Berrføtt a folosit un leu auriu pe fond roșu încă din 1103. Cam în jurul anului 1280 a fost adăugată coroana pe capul leului și securea ținută în labele anterioare. Nu este clar cine a inițiat această schimbare. Se crede că ar fi fost fie Magnus Lagabøte, fie Eirik Magnusson. Securea era simbolul sfânt al lui Olav Haraldsson, iar prin adăugirea securii se implica faptul că regele era descendent al regelui sfânt și că regatul îi aparținea lui Olav ca «rex perpetuus norvegiae» (rege etern al Norvegiei). Chiar și după ce nu au mai fost urmași masculini în familia Sverre, regii au continuat să folosească blazonul ca stemă de stat.

## Galerie

Stema desenată de Eilif Peterssen, 1905
Stema regală cu leu desenată de Eilif Peterssen, 1905
Stema naţională de pe portalul de onoare din Trondheim, 1733.
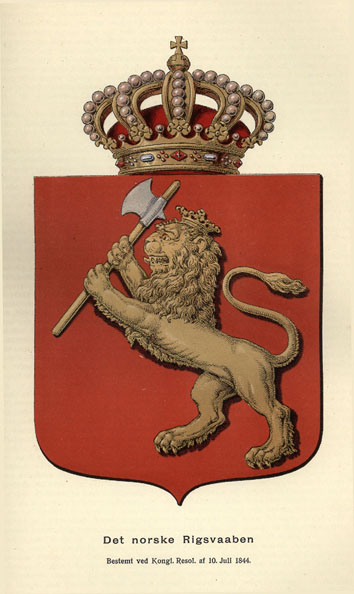
Stema naţională după rezoluţiunea regală din 10 iulie 1844.
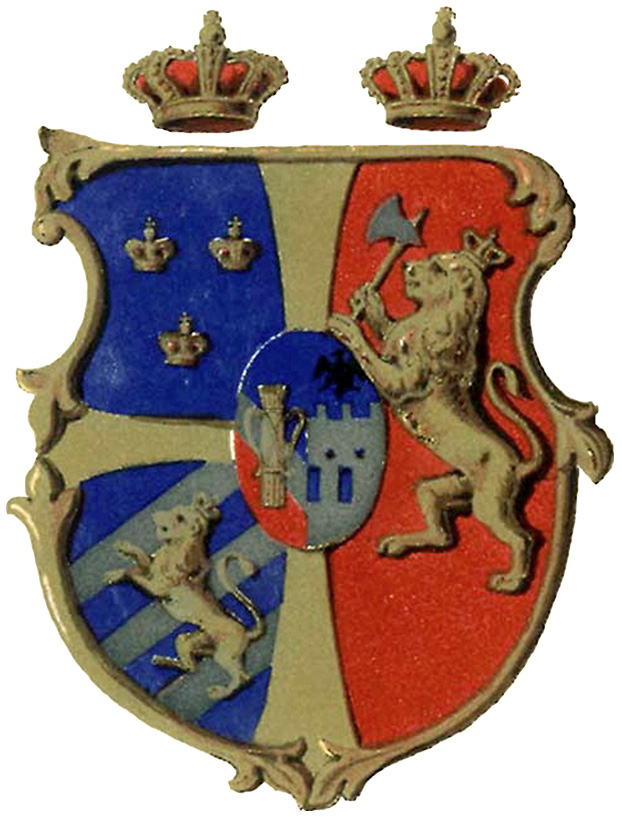
Stema uniunii din 1844 redată în 1852.
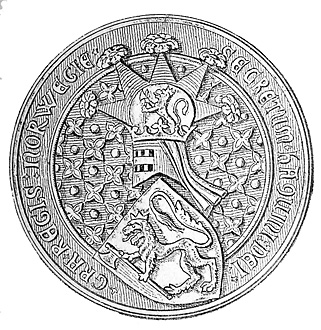
Sigiliul lui Håkon V Magnusson cu Leul norvegian.
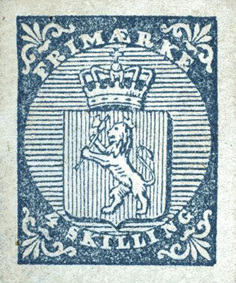
Stema naţională pe primul timbru norvegian (1855).
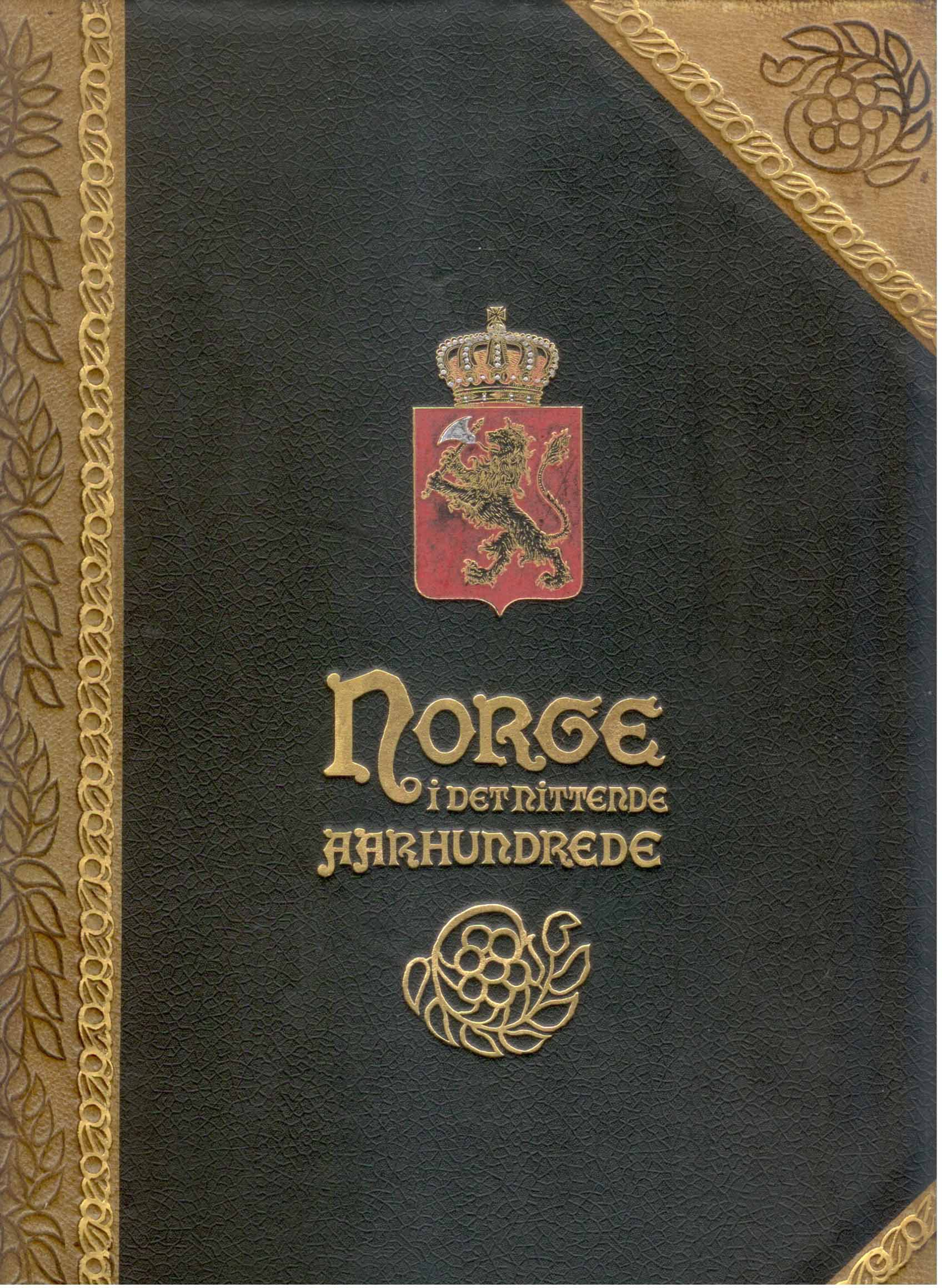
Stema naţională folosită ca decor al primei pagini a cărţii Norge i det nittende aarhundrede („Norvegia în secolul al IX-lea”) din 1900.
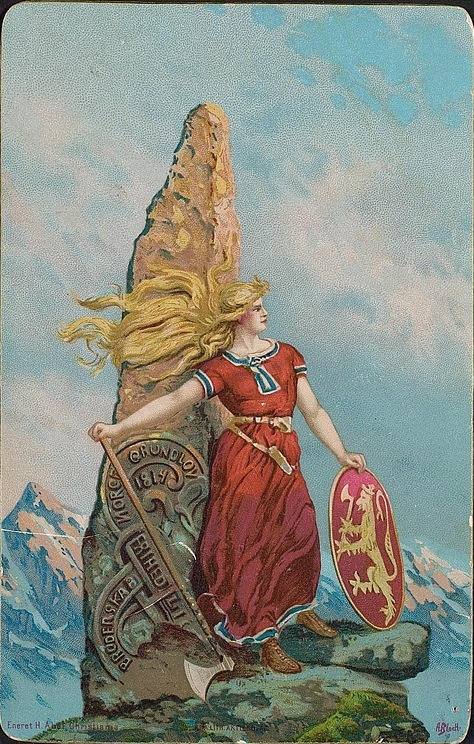
Leul norvegian de pe o vedere naţional-romantică din 1905.